# نورمان لويس
نورمان لويس (بالإنجليزية: Norman Lewis)‏ (23 يوليو 1909 – 7 أغسطس 1979) رسام، وباحث، ومعلم أمريكي أفريقي من أصل برمودي. كان لويس منخرطًا في مذهب التعبيرية التجريدية في الفن، واستعان بالاستراتيجيات التمثيلية لتسليط الضوء على حياة السود في المناطق الحضرية ونضالات المجتمع الذي نشأ فيه.

## بداية حياته وتعليمه
وُلد نورمان ويلفرد لويس في 23 يوليو 1909 في حي هارلم في مدينة نيويورك، ولاية نيويورك، ونشأ في شارع 133 في مانهاتن الذي يتقاطع مع الجادة السادسة والجادة السابعة. نشأ كلٌ من والديه في جزيرة برمودا. كان والده، ويلفرد لويس، صائد أسماك ولاحقًا صار مشرفًا على أرصفة الموانئ، وكانت أمه، ديان لويس، مالكة محل مخبوزات، ولاحقًا صارت عاملة منزل. كان نورمان الطفل الأوسط بين شقيقيه الاثنين؛ كان أكبرهما، سول لويس، عازفًا على الكمان، ولاحقًا صار يعزف موسيقى الجاز مع عدة عازفين بارزين مثل كونت باسي وتشيك ويب. التحق لويس بالمدرسة العامة رقم 5 التي كان معظم طلابها من البيض. دائمًا ما كان لويس ولعًا بالفن، ولكن لم يكن بوسعه أن يعبر عن شغفه في بداية طفولته نظرًا لنقص الموارد المتاحة وطغيان موهبة أخيه الأكبر الموسيقية على موهبته.
شرع لويس في دراسة الفن في فترة شبابه، واعتمد على التعليم الذاتي وعدة كتب تجارية عن الفن حاول أن يتدرب منها على الرسم. خابت آمال لويس في أحيان كثيرة، لا سيما حين أمعن النظر في تفاصيل الأعمال الفنية في الكتب التي لم يقدر على محاكاتها، ولكنه لم يدرك حينها أنه كان يحاول تقليد رسومات شارك فيها عدد كبير من الرسامين المحترفين. شرع لويس لاحقًا في دراسة كتب تاريخ الفن بقدر أكبر من النجاح. تمكن لويس من البدء في مسيرته المهنية بفضل تعليمه الذاتي، ولكن علاقته بمعلميه وزملائه تلبكت لاحقًا بسبب ذلك، وأضحى يواجه صعوبة في فهم دروسه.
بعد أن قضى لويس حياته كلها في هارلم، بات يسافر بكثرة بعد بلوغه سن العشرين طيلة السنوات الثلاثة التي قضاها في العمل على متن سفن البضائع، إذ أنه أبحر إلى أمريكا الجنوبية والجزر الكاريبية.
بعد عودته من عمله في البحر، عثر لويس على وظيفة عامل آلة كبس الملابس والأقمشة في أحد محال الخياطة. وفي ذلك المكان تحديدًا قابل لويس الفنانة أوغوستا سافاج التي اتخذت قبو الخياط مرسمًا لها. درس لويس الفنون معها في مرسم سافاج للفنون والحِرف الواقع في هارلم. كان لأوغوستا تأثيرًا هامًا في بداية تكوين مسيرة لويس الفنية، إذ أنها وفرت له مساحة شخصية في مركز هارلم للفن الخاص بها، وضمته إلى دائرة فنانين تُدعى مجموعة 306، وجعلته عضوًا في منظمة الفنون الأمريكية الأفريقية الخاصة بها التي تُدعى نقابة فنانو هارلم.
درس لويس الفنون في كلية المعلمين، جامعة كولومبيا، ومدرسة نادي جون ريد للفنون في الفترة 1933–1935.
شارك لويس كذلك في وكالة إدارة تقدم الأعمال بصفته معلمًا للفنون اعتبارًا من عام 1935، وذلك بجانب جاكسون بولوك وغيره من الفنانين. ودرّس الفن في فصول المدارس الثانوية، وأدار قسم الفنون في كلية بينيت.

## جوائز وترشيحات
حصل على جوائز منها:
- زمالة غوغنهايم.

## روابط خارجية
- نورمان لويس على موقع الموسوعة البريطانية (الإنجليزية)